# Sudeti Occidentali
I Sudeti Occidentali ( in polacco: Sudety Zachodnie; in lingua ceca: Krkonošská oblast; in tedesco: Westsudeten) sono la porzione occidentale della catena montuosa dei Sudeti e sono posizionati nella regione di confine tra la Repubblica Ceca, la Polonia e la Germania.
Si estendono dal fiume Bóbr a est (che li delimita dai Sudeti Centrali) fino al fiume Elba e agli Elbsandsteingebirge a ovest. La cima più alta è il monte Sněžka (in polacco Śnieżka), che raggiunge i 1.602 m s.l.m. ed è anche la vetta più elevata dei Monti dei Giganti.

## Suddivisione
I Sudeti Occidentali comprendono i seguenti gruppi montuosi:
- Dorsale Ještěd-Kozimmi
- Monti Iser
- Monti Kaczawskie
- Monti dei Giganti
- Monti lusaziani
- Rudawy Janowickie
- Altopiani lusaziani